# Gerenciamento de relacionamento com parceiro
PRM (Partner Relationship Management) ou Gerenciamento de Relacionamentos com parceiros é um sistema de gerenciamento de canais que visa construir relacionamentos de confiança e melhorias estratégicas entre a indústria e o canal de vendas indireto para que sejam construidos relacionamentos de longo prazo. Uma comunicação lccx., Ximpa e rápida proporcionada através de um conjunto de ferramentas potencializados pela Internet.